# Voacanga grandifolia
Voacanga grandifolia är en oleanderväxtart som först beskrevs av Friedrich Anton Wilhelm Miquel, och fick sitt nu gällande namn av Robert Allen Rolfe. Voacanga grandifolia ingår i släktet Voacanga och familjen oleanderväxter. Inga underarter finns listade i Catalogue of Life.